# Schuppenkehlmoho
Der Schuppenkehlmoho (Moho braccatus), auch als Kauai-Krausschwanz oder Kauaʻi ʻŌʻō bezeichnet, ist ein höchstwahrscheinlich ausgestorbener Singvogel aus der Gattung der Krausschwänze. Er war endemisch auf Kauaʻi im Hawaii-Archipel.

## Beschreibung
Der Schuppenkehlmoho erreichte eine Länge von 20 Zentimetern. Der Kopf war schwarz mit ein paar weißen Längslinien. Der Schwanz war schwarz, die mittleren Steuerfedern waren verlängert. Die Flügel waren schwarz mit einem weißen Feld an den Rändern. Die hellen Achselfedern waren unscheinbar grau-lohfarben. Die restliche Oberseite war schieferbraun. Flanken und Bürzel waren rostrot. Die Brust- und Kehlfedern waren schwarz und zeigten jeweils ein weißes Subterminalband, wodurch der Brust- und Kehlbereich ein schuppenartiges Aussehen hatte. Dies war beim Weibchen intensiver ausgeprägt als beim Männchen. Die übrige Unterseite war schieferbraun. Die Oberschenkel waren gelb befiedert. Die Iris war hellgelb. Schnabel und Füße waren schwarz.
Bei Jungvögeln waren die Unterseite, der Schnabel und die Beine heller gefärbt als bei den adulten Vögeln. Auf den Flügeln fehlte das weiße Feld und die Beine waren unbefiedert. Die Iris war blaugrau.

## Lebensweise

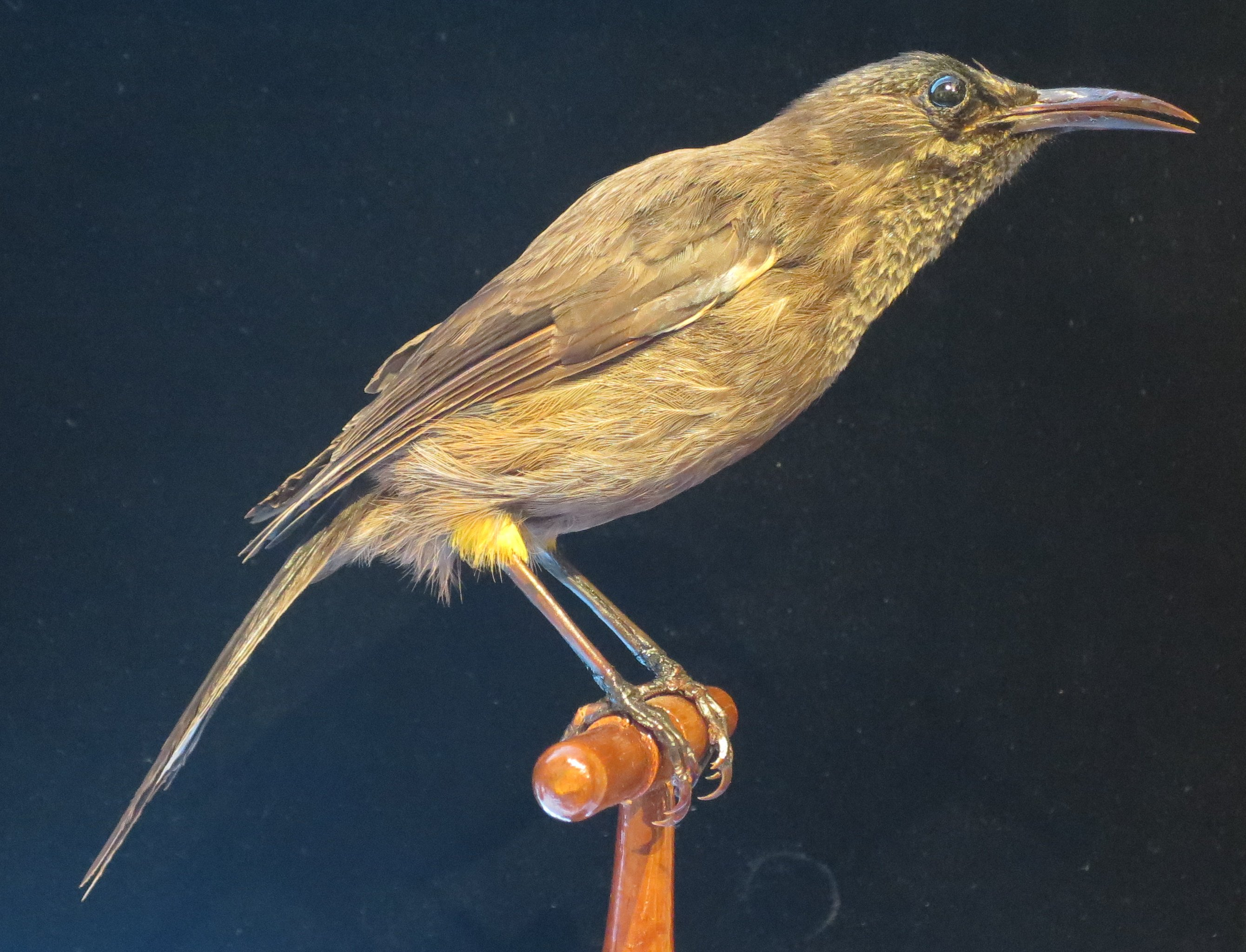
Balg im Bishop Museum

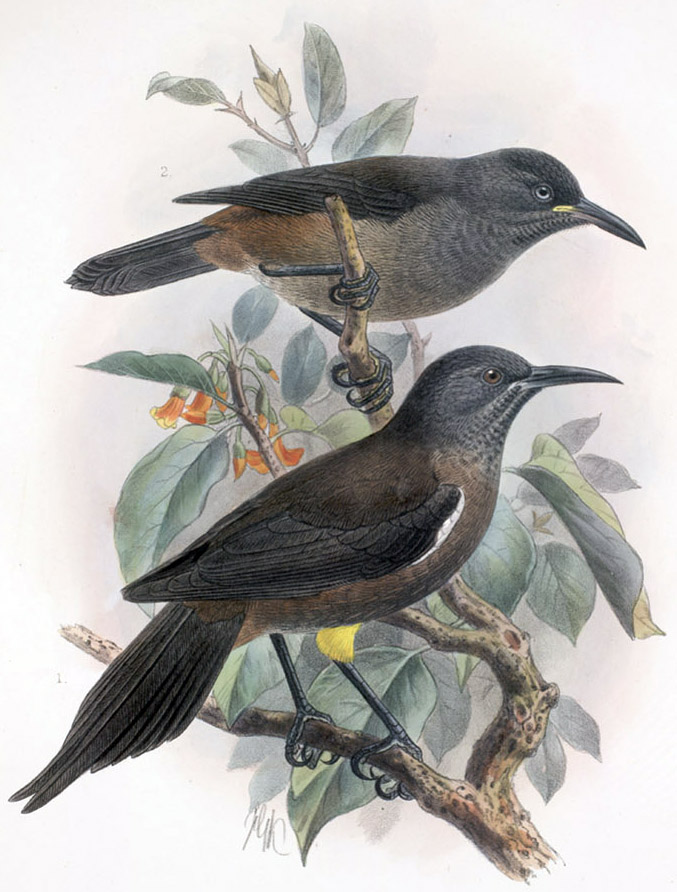
Schuppenkehlmohos, Jungvogel oben
(Farblithografie von J. G. Keulemans, 1893)

Der Schuppenkehlmoho war ein lebhafter Vogel, der sich bei der Nahrungssuche pfeilschnell durchs Laubwerk oder Unterholz bewegte, aber nicht so hoch über den Bäumen zu beobachten war wie der Prachtmoho. Seine Nahrung bestand aus Schaben, Spinnen, Hundertfüßern, Grillen, anderen Insekten und Raupen, die er aus der lockeren Rinde pickte. Blütennektar von ʻŌhiʻa-Bäumen und Lobelien sowie die fleischigen Hüllblätter der Ieie-Rebe ergänzten das Nahrungsspektrum. Der Ruf, der sich wie ein took took anhörte, wurde als der lauteste von allen Waldvögeln auf Kauaʻi beschrieben. Sein Gesang bestand aus flötenartigen Tönen. Im Mai 1971 wurde das erste Nest des Schuppenkehlmohos entdeckt. Es befand sich in einer Baumhöhle und war mit kleinen Zweigen und Gras gepolstert. Der Jungvogel war etwa 10 Tage alt.

## Aussterben
Der Schuppenkehlmoho wurde noch 1899 als ziemlich häufig beschrieben, aber bei Expeditionen in den Jahren 1928 und 1936 konnte der Ornithologe George Campbell Munro kein Exemplar nachweisen. 1940 hörte der Ornithologe Walter Raymond Donaghho einen Gesang, der vermutlich der des Schuppenkehlmohos gewesen sein könnte. Er war sich anschließend aber nicht mehr sicher. Erst 1960 wurde eine kleine Population von etwa 34 Individuen im dichten Alakaʻi-Sumpfwald am Mount Waiʻaleʻale auf Kauaʻi in einer Höhenlage von 1000 m wiederentdeckt. 1975 besuchten die Ornithologen Harold Douglas Pratt und Robert Shallenberger den Alakaʻi-Sumpf und waren in der Lage, ein Männchen zu fotografieren und zu filmen. Bei der nächsten Expedition im Jahre 1981 wurde ein Pärchen entdeckt. Nach dem Hurrikan Iwa im Jahre 1982 war das Weibchen verschwunden. Das Männchen wurde 1985 zuletzt beobachtet und 1987 zuletzt gehört und aufgenommen. Nach fehlgeschlagenen Suchexpeditionen in den Jahren 1989 und nach dem Hurrikan Iniki im Jahre 1993 wurde die Art im Jahre 2000 in die Liste der ausgestorbenen Vogelarten der IUCN aufgenommen. Als mögliche Ursachen für das Aussterben des Schuppenkehlmohos werden Lebensraumzerstörung,  eingeschleppte Hausratten und Schweine, sowie ebenfalls eingeschleppte Moskitos vermutet, die die Vogelmalaria und Vogelpocken auf Hawaii verbreiteten und unter der endemischen Avifauna ein Artensterben verursachten. Mit dem Schuppenkehlmoho wurde innerhalb von 150 Jahren die letzte Art aus der Gattung der Krausschwänze ausgerottet. Über 100 Bälge befinden sich in etwa 16 Museumssammlungen, darunter Leiden (Niederlande), Brüssel (Belgien), Tring (England), Paris (Frankreich), Stockholm (Schweden), Frankfurt (Deutschland), Dresden (Deutschland), New York (USA), Los Angeles (USA) und Honolulu (USA).